# بوی (شهر)
شهر بوی (به روسی: Буй) در کشور روسیه و در اوبلاست کوستروما واقع شده‌است.